# Drymus ryeii
Drymus ryeii, auch Schwarzbraune Waldwanze genannt, ist eine Wanze aus der Familie der Rhyparochromidae.

## Merkmale
Die Wanzen werden 3,6 bis 4,7 Millimeter lang. Die Arten der Gattung sind nur schwer zu bestimmen. Bei Drymus ryeii und Drymus sylvaticus fehlt den Schienen (Tibien) die lange, aufrechte Behaarung und das Schildchen (Scutellum) und Pronotum sind vollständig schwarz. Drymus ryeii kann man anhand der gleichmäßig dunklen Vorderflügel und der schwärzlichen Membrane unterscheiden. Die Flügel sind außerdem in der Regel etwas kürzer als der Hinterleib. Die Hinterflügel sind bei den meisten Tieren reduziert, sodass die Wanzen flugunfähig sind.

## Verbreitung und Lebensraum
Die Art ist in Europa vom Nordrand des Mittelmeers bis in den Süden Skandinaviens verbreitet. Im Osten reicht das Verbreitungsgebiet bis nach Sibirien. In Mitteleuropa tritt die Art häufig auf und steigt in den Alpen bis in die Krummholzstufe. Sie besiedelt feuchte, in der Regel schattige Bereiche, insbesondere in Laubwäldern, seltener auch offene, dicht bewachsene Bereiche und lebt in der Streuschicht und in Moospolstern. Sie kommen häufig auch in Auwäldern vor, wo sie sogar mehrwöchige Überflutungen tolerieren.

## Lebensweise
Die Tiere klettern nur selten auf Pflanzen. Über ihre Ernährungsgewohnheiten ist nichts bekannt. Die Imagines überwintern und paaren sich im Mai und Juni. Die Weibchen legen ihre Eier in der Bodenstreu ab. Die Nymphen findet man bis spät in den Herbst, die Adulten der neuen Generation treten aber schon ab August auf. Pro Jahr wird eine Generation ausgebildet.

## Belege